# Гильгамеш и Агга
Гильгамеш и Агга/Ага (из) Киша — шумерское историографическое сказание. Его особенностями является краткость (115 строк, самая короткая из шумерских эпических поэм) и то, что в нём действуют только люди, без богов и мифологических линий сюжета. В ней также нет ничего сверхъестественного/сверхчеловеческого, хотя это нехарактерно для эпической поэзии.
Песня была создана не ранее XXVII века до н. э., поскольку первая династия Урука, к которой относился Гильгамеш, правила примерно в этом веке.

## Сюжет
Произведение повествует о борьбе двух шумерских царей — Гильгамеша (царя Урука) и Агги (царя Киша).
Оно начинается с того, что Агга, обеспокоившись значительным усилением Урука, отправил в него гонцов с требованием подчиниться ему, угрожая в противном случае атакой на город. Царь Урука Гильгамеш настроен на борьбу и обращается к «высокому собранию старейшин своего города», предлагая не подчиниться и сразиться с Кишем. Однако старейшины сочли мир более хорошим предложением. Тогда разочарованный Гильгамеш обратился к «собранию молодых горожан своего города» и уже это собрание поддержало Гильгамеша и объявило Кишу войну.
Тогда Агга осадил Урук и, несмотря на речи Гильгамеша, его горожан охватил страх. Тогда Гильгамеш обратился к добровольцам Урука с призывом сразиться с Аггой. На призыв откликнулся Бирхуртурре (другой вариант перевода имени — Гиришхуртурру), один из добровольцев, уверенный, что он сможет убедить Аггу прекратить осаду. Но как только Бирхуртурре вышел за пределы города, его схватили и доставили к Агге. Он начал с ним разговор, но ещё до его окончания другой смельчак, Забардибунугга, поднялся на стену. Сначала Агга спросил Бирхуртурре, не этот ли смельчак Гильгамеш. Когда он ответил отрицательно, воины Агги потеряли внимание к Забардибунугге и продолжили осаждать город. Тогда сам Гильгамеш решил взобраться на стену для встречи Агги. Когда он залез на стену и Бирхуртурре подтвердил Агге, что это и есть Гильгамеш, то, по версии Крамера, Агга, находясь под впечатлением, согласился снять осаду и жители Урука поблагодарили его за великодушие. По версии Афанасьевой, Гильгамеш победил войско Агги и взял его самого в плен. Поэму завершает восхваление Гильгамеша как спасителя Урука.

## Археологическая ценность
Данное произведение является одним из двух документов, рассказывающих о жизни и действиях исторически существовавшего царя Гильгамеша. Из него следует, что он стал лугалем без одобрения совета старейшин города, а только с согласия совета урукских юношей, что означает, что его власть с точки зрения ниппурских жрецов была нелегитимна. 
В сказании приводится множество не упоминающихся в других местах фактов, освещающих ранний период вражды между шумерскими городами-государствами. Особый интерес оно представляет для истории политических учреждений и мысли, поскольку, согласно ей, в Шумере примерно в 2700 году до н. э. существовало подобие демократического двухпалатного парламента.
По мнению Генри Саггса, война между Уруком и Кишем, из которых во втором было намного больше семитского населения, чем в первом, доказывает бывший в Шумере конфликт между семитами и собственно шумерами.

## Литературный анализ
По мнению Афанасьевой, жанр сказания о Гильгамеше и Агге можно определить как «дружинно-героический», и оно отличается от всех остальных известных нам шумерских произведений. В отличие от других шумерских текстов, в этом почти нет повторов, развернутое описание событий есть только в диалогах Агги и Гиришхуртурры, текст сжатый и лаконичный.
В сказании отсутствуют фантастические, либо чудесные моменты, при этом в нем большое количество бытовых деталей. Описание Гильгамеша в ней отличается от других произведений о нем, где он наделен сказочными и волшебными чертами. В вавилонском эпосе, основанном на шумерских сказаниях, нет никакого аналога этого произведения.
Если данное произведение рассмотреть с точки зрения существования его исторического прототипа, то его можно расценивать как историческую песнь, созданную современником Гильгамеша в честь его победы над Аггой, и написанную в относительно нейтральных тонах, без характерных для подобных произведений цветистых оборотов и гиперболизации.
Это сказание не соответствует общему духу эпоса о Гильгамеше, и оно не было использовано создателем этого произведения, как и песня Гильгамеш и Подземный мир.